# Боровок Тарас Іванович
Тарас Іванович Боровок — український полковник, продюсер, співак і автор пісень. Його патріотична пісня «Байрактар», випущена 1 березня 2022 року, невдовзі після вторгнення Росії в Україну, набула всесвітньої популярності.

## Життя та кар'єра
Після звільнення з армії в 2006 році Боровок працював телеведучим і кінопродюсером. Його життя змінилося 24 лютого 2022 року з початком російської окупації, коли він був відкликаний в армію і почав працювати в Центрі зв'язку Сухопутних військ України.
В інтерв'ю турецькій пресі Боровок розповів: «Керівництво ЗСУ знало мій творчий талант, тому мене попросили зняти відео про турецький безпілотник Bayraktar TB2, який дуже допоміг нашій армії на полі бою. Я вважав, що краще створити про це пісню. Я склав мелодію і миттєво знайшов текст. Пісня була написана за 2 години».
Пізніше Тарас випустив альтернативні версії своєї пісні, зокрема ремікс українського діджея Андрія Музона, а також мешап у співпраці з французькою співачкою і автором пісень Елізабет Шетнер. Завдяки цій мистецькій співпраці з Лізою Тарас Боровок став відомим у Франції.